# Marcel Perrot
Marcel Perrot (n. 24 februarie 1879, Vendôme, Centre-Val de Loire, Franța – d. 16 iulie 1969, Deauville, Basse-Normandie, Franța) a fost un scrimer ce a reprezentat Franța, medaliat olimpic. A participat la o ediție a Jocurilor Olimpice (1920) în care a câștigat o medalie de argint.

## Participări
Lista de mai jos prezintă principalele competiții la care a participat Marcel Perrot de-a lungul carierei.
- fencing at the 1920 Summer Olympics – men's team foil[*]